# Giải đua ô tô Công thức 1 Abu Dhabi 2016
Giải đua ô tô Công thức 1 Abu Dhabi 2016 (tên chính thức là 2016 Formula 1 Etihad Airways Abu Dhabi Grand Prix) được tổ chức tại trường đua Yas Marina trên đảo Yas vào ngày 27 tháng 11 và là chặng đua thứ 21 và cũng là chặng đua cuối cùng của giải đua xe Công thức 1 năm 2016.

## Bối cảnh
Lewis Hamilton bước vào chặng đua này kém Nico Rosberg 12 điểm, do đó cả hai bước vào cuộc đua cuối cùng để giành chức vô địch. Hamilton sẽ thắng nếu:
- Giành chiến thắng và Rosberg về thứ tư hoặc thấp hơn.
- Về đích thứ hai và Rosberg đứng thứ tám hoặc thấp hơn.
- Về đích thứ ba và Rosberg về thứ chín hoặc thấp hơn. Về đích thứ tư và Rosberg đứng thứ mười một hoặc thấp hơn.

Rosberg sẽ thắng nếu:
- Lên bục podium
- Về đích thứ sáu hoặc cao hơn và Hamilton không thắng.
- Về thứ tám hoặc cao hơn và Hamilton về thứ ba hoặc thấp hơn.
- Về thứ chín hoặc thấp hơn và Hamilton không thể lên bục.
- Hamilton về thứ năm hoặc thấp hơn.

## Tường thuật

### Buổi tập
Trong buổi tập đầu tiên, Hamilton lập thời gian nhanh nhất là 1:42,869 phút trước Rosberg và Max Verstappen.
Trong buổi tập tự do thứ hai, Hamilton cũng là tay đua nhanh nhất với thời gian là 1:40,861 phút trước Rosberg và Sebastian Vettel. Cũng giống như trong buổi tập tự do đầu tiên, Daniil Kvyat bị thủng lốp sau bên trái mà không rõ nguyên nhân. Do đó, FIA đã rút giấy phép lái xe của Toro Rosso cho đến hết ngày vì lý do an toàn.
Với thời gian là 1:40,775 phút, Vettel lập thời gian nhanh nhất trong buổi tập tự do thứ ba trước Verstappen và Kimi Räikkönen.

### Vòng phân hạng
Vòng phân hạng bao gồm ba phần với thời gian chạy ròng là 45 phút. Trong vòng phân hạng phần đầu tiên (Q1), các tay đua có 18 phút để lập thời gian. Tất cả các tay đua đã đạt được thời gian trong phần đầu tiên tối đa là 107% thời gian nhanh nhất được phép tham gia cuộc đua. Các tay đua ở 16 vị trí dẫn đầu được phép tham gia phần tiếp theo. Hamilton là người nhanh nhất. Cả hai tay đua của Sauber và cả hai tay đua của Toro Rosso, Esteban Ocon và Kevin Magnussen bị loại.
Vòng phân hạng phần thứ hai (Q2) kéo dài 15 phút và mười tay đua nhanh nhất tiếp tục tham gia phần thứ ba. Hamilton cũng là tay đua nhanh nhất trong phần này. Ricciardo và Verstappen lập vòng đua nhanh nhất của họ với bộ lốp siêu mềm, do vậy họ được phép sử dụng lốp đó ngay từ đầu. Pascal Wehrlein, Jolyon Palmer, cả hai tay đua của Haas, Jenson Button và Valtteri Bottas bị loại.
Vòng phân hạng phần cuối cùng (Q3) kéo dài mười hai phút và trong đó mười vị trí xuất phát đầu tiên được chỉ định sẵn. Với thời gian là 1:38,755 phút, Hamilton lập thời gian nhanh nhất trước Rosberg và Ricciardo. Đó là vị trí pole thứ 61 của Hamilton và là vị trí pole thứ 12 trong mùa giải này.

### Cuộc đua chính
Lewis Hamilton giữ được vị trí dẫn đầu từ Nico Rosberg sau khi cuộc đua bắt đầu. Kimi Räikkonen vượt Daniel Ricciardo và đứng thứ ba trước Vettel, Pérez, Hülkenberg, Alonso, Massa và Bottas. Nico Hülkenberg và Max Verstappen va chạm ngay từ đầu khiến Verstappen tụt xuống vị trí thứ 19. Cả Hamilton và Raikkonen đều bắt đầu đổi lốp ở vòng bảy. Một vòng sau đó, Rosberg và Vettel bắt đầu đổi lốp. Rosberg ra ngoài trước Raikkonen nhưng đứng sau Verstappen vì anh ta chưa đổi lốp. Ở vòng 20, anh cuối cùng vượt qua Verstappen và sau đó, Verstappen cũng bị Kimi Raikkonen vượt qua 5 vòng sau đó. Các tay đua Mercedes đọ sức ở các vòng 28 và 29 và chuyển sang sử dụng lốp mềm. Sau khi Verstappen đổi lốp, Rosberg dẫn trước bốn giây. Vettel đã ở lại đường đua dài hơn cho đến khi anh ta đổi bộ lốp siêu mềm màu đỏ. Điều này khiến anh ta tụt xuống vị trí thứ sáu. Với bộ lốp mới, Vettel lập vòng đua nhanh nhất ở vòng 43. Hamilton giảm tốc độ đáng kể để đọ sức với Rosberg. Dù vượt qua Räikkönen, Ricciardo và Verstappen, Vettel không còn khả năng tấn công Rosberg.
Hamilton giành chiến thắng cuộc đua này trước Rosberg và Vettel. Đó là chiến thắng thứ 10 của Hamilton trong mùa giải và trận thắng thứ 53 trong sự nghiệp Công thức 1. Rosberg lên bục podium lần thứ 16 trong mùa giải. Đối với Vettel, đây là lần lên bục podium lần thứ bảy trong mùa giải và là lần đầu tiên kể từ giải đua ô tô Công thức 1 Ý 2016. Verstappen, Ricciardo, Räikkönen, Hülkenberg, Pérez, Massa và Alonso đều về đích ở vị trí top 10. Rosberg giành được danh hiệu vô địch các tay đua đầu tiên và duy nhất của mình trong sự nghiệp Công thức 1 của mình trong cuộc đua này trước Hamilton và Ricciardo. Với 765 điểm, Mercedes lập kỷ lục mới trong bảng xếp hạng các đội đua.

## Kết quả

### Vòng phân hạng
| Vị trí                   | Số xe | Tay đua           | Đội đua                   | Thời gian | Thời gian | Thời gian | Vị trí xuất phát |
| Vị trí                   | Số xe | Tay đua           | Đội đua                   | Q1        | Q2        | Q3        | Vị trí xuất phát |
| ------------------------ | ----- | ----------------- | ------------------------- | --------- | --------- | --------- | ---------------- |
| 1                        | 44    | Lewis Hamilton    | Mercedes                  | 1:39.487  | 1:39.382  | 1:38.755  | 1                |
| 2                        | 6     | Nico Rosberg      | Mercedes                  | 1:40.511  | 1:39.490  | 1:39.058  | 2                |
| 3                        | 3     | Daniel Ricciardo  | Red Bull Racing-TAG Heuer | 1:41.002  | 1:40.429  | 1:39.589  | 3                |
| 4                        | 7     | Kimi Räikkönen    | Ferrari                   | 1:40.338  | 1:39.629  | 1:39.604  | 4                |
| 5                        | 5     | Sebastian Vettel  | Ferrari                   | 1:40.341  | 1:40.034  | 1:39.661  | 5                |
| 6                        | 33    | Max Verstappen    | Red Bull Racing-TAG Heuer | 1:40.424  | 1:39.903  | 1:39.818  | 6                |
| 7                        | 27    | Nico Hülkenberg   | Force India-Mercedes      | 1:41.000  | 1:40.709  | 1:40.501  | 7                |
| 8                        | 11    | Sergio Pérez      | Force India-Mercedes      | 1:40.864  | 1:40.743  | 1:40.519  | 8                |
| 9                        | 14    | Fernando Alonso   | McLaren-Honda             | 1:41.616  | 1:41.044  | 1:41.106  | 9                |
| 10                       | 19    | Felipe Massa      | Williams-Mercedes         | 1:41.157  | 1:40.858  | 1:41.213  | 10               |
| 11                       | 77    | Valtteri Bottas   | Williams-Mercedes         | 1:41.192  | 1:41.084  |           | 11               |
| 12                       | 22    | Jenson Button     | McLaren-Honda             | 1:41.158  | 1:41.272  |           | 12               |
| 13                       | 21    | Esteban Gutiérrez | Haas-Ferrari              | 1:41.639  | 1:41.480  |           | 13               |
| 14                       | 8     | Romain Grosjean   | Haas-Ferrari              | 1:41.467  | 1:41.564  |           | 14               |
| 15                       | 30    | Jolyon Palmer     | Renault                   | 1:41.775  | 1:41.820  |           | 15               |
| 16                       | 94    | Pascal Wehrlein   | MRT-Mercedes              | 1:41.886  | 1:41.995  |           | 16               |
| 17                       | 26    | Daniil Kvyat      | Toro Rosso-Ferrari        | 1:42.003  |           |           | 17               |
| 18                       | 20    | Kevin Magnussen   | Renault                   | 1:42.142  |           |           | 18               |
| 19                       | 12    | Felipe Nasr       | Sauber-Ferrari            | 1:42.247  |           |           | 19               |
| 20                       | 31    | Esteban Ocon      | MRT-Mercedes              | 1:42.286  |           |           | 20               |
| 21                       | 55    | Carlos Sainz Jr.  | Toro Rosso-Ferrari        | 1:42.393  |           |           | 21               |
| 22                       | 9     | Marcus Ericsson   | Sauber-Ferrari            | 1:42.637  |           |           | 22               |
| Thời gian 107%: 1:46.451 |       |                   |                           |           |           |           |                  |

### Cuộc đua chính
| Vị trí  | Số xe | Tay đua           | Đội đua                   | Số vòng | Thời gian/ Bỏ cuộc | Vị trí xuất phát | Số điểm |
| ------- | ----- | ----------------- | ------------------------- | ------- | ------------------ | ---------------- | ------- |
| 1       | 44    | Lewis Hamilton    | Mercedes                  | 55      | 1:38:04.013        | 1                | 25      |
| 2       | 6     | Nico Rosberg      | Mercedes                  | 55      | +0.439             | 2                | 18      |
| 3       | 5     | Sebastian Vettel  | Ferrari                   | 55      | +0.843             | 5                | 15      |
| 4       | 33    | Max Verstappen    | Red Bull Racing-TAG Heuer | 55      | +1.685             | 6                | 12      |
| 5       | 3     | Daniel Ricciardo  | Red Bull Racing-TAG Heuer | 55      | +5.315             | 3                | 10      |
| 6       | 7     | Kimi Räikkönen    | Ferrari                   | 55      | +18.816            | 4                | 8       |
| 7       | 27    | Nico Hülkenberg   | Force India-Mercedes      | 55      | +50.114            | 7                | 6       |
| 8       | 11    | Sergio Pérez      | Force India-Mercedes      | 55      | +58.776            | 8                | 4       |
| 9       | 19    | Felipe Massa      | Williams-Mercedes         | 55      | +59.436            | 10               | 2       |
| 10      | 14    | Fernando Alonso   | McLaren-Honda             | 55      | +59.896            | 9                | 1       |
| 11      | 8     | Romain Grosjean   | Haas-Ferrari              | 55      | +1:16.777          | 14               |         |
| 12      | 21    | Esteban Gutiérrez | Haas-Ferrari              | 55      | +1:35.113          | 13               |         |
| 13      | 31    | Esteban Ocon      | MRT-Mercedes              | 54      | +1 vòng            | 20               |         |
| 14      | 94    | Pascal Wehrlein   | MRT-Mercedes              | 54      | +1 vòng            | 16               |         |
| 15      | 9     | Marcus Ericsson   | Sauber-Ferrari            | 54      | +1 vòng            | 22               |         |
| 16      | 12    | Felipe Nasr       | Sauber-Ferrari            | 54      | +1 vòng            | 19               |         |
| 17      | 30    | Jolyon Palmer     | Renault                   | 54      | +1 vòng1           | 15               |         |
| Bỏ cuộc | 55    | Carlos Sainz Jr.  | Toro Rosso-Ferrari        | 41      | Va chạm            | 21               |         |
| Bỏ cuộc | 26    | Daniil Kvyat      | Toro Rosso-Ferrari        | 14      | Động cơ            | 17               |         |
| Bỏ cuộc | 22    | Jenson Button     | McLaren-Honda             | 12      | Hệ thống treo lốp  | 12               |         |
| Bỏ cuộc | 77    | Valtteri Bottas   | Williams-Mercedes         | 6       | Hệ thống treo lốp  | 11               |         |
| Bỏ cuộc | 20    | Kevin Magnussen   | Renault                   | 5       | Hệ thống treo lốp  | 18               |         |

Chú thích:
- ^1  – Jolyon Palmer nhận một án phạt 5 giây do va chạm với Carlos Sainz Jr.[6]

## Bảng xếp hạng sau cuộc đua

### Bảng xếp hạng các tay đua
| Vị trí | Tay đua          | Đội đua                                      | Số điểm |
| ------ | ---------------- | -------------------------------------------- | ------- |
| 01     | Nico Rosberg     | Mercedes                                     | 385     |
| 02     | Lewis Hamilton   | Mercedes                                     | 380     |
| 03     | Daniel Ricciardo | Red Bull Racing-TAG Heuer                    | 256     |
| 04     | Sebastian Vettel | Ferrari                                      | 212     |
| 05     | Max Verstappen   | Red Bull Racing-TAG Heuer Toro Rosso-Ferrari | 204     |
| 06     | Kimi Räikkönen   | Ferrari                                      | 186     |
| 07     | Sergio Pérez     | Force India-Mercedes                         | 101     |
| 08     | Valtteri Bottas  | Williams-Mercedes                            | 85      |
| 09     | Nico Hülkenberg  | Force India-Mercedes                         | 72      |
| 10     | Fernando Alonso  | McLaren-Honda                                | 54      |

- Lưu ý: Chỉ có mười vị trí đứng đầu được liệt kê trong bảng xếp hạng này.
- Chú thích: In đậm có nghĩa là tay đua giành được chức vô địch (cùng với số điểm).

### Bảng xếp hạng các đội đua
| Vị trí | Đội đua              | Số điểm |
| ------ | -------------------- | ------- |
| 1      | Mercedes             | 765     |
| 2      | Red Bull Racing      | 468     |
| 3      | Ferrari              | 398     |
| 4      | Force India-Mercedes | 173     |
| 5      | Williams-Mercedes    | 138     |
| 6      | McLaren-Honda        | 76      |
| 7      | Toro Rosso-Ferrari   | 63      |
| 8      | Haas-Ferrari         | 29      |
| 9      | Renault              | 8       |
| 10     | Sauber-Ferrari       | 2       |
| 11     | MRT-Mercedes         | 1       |

- Chú thích: In đậm có nghĩa là đội đua giành được chức vô địch (cùng với số điểm).